# Vittorio Torre
Vittorio Torre (Torino, ... – Torino, 16 gennaio 1921) è stato uno scacchista italiano.

## Attività scacchistica
Di professione insegnante, nel 1895 diventò campione italiano vincendo a Torino il 6º torneo nazionale davanti a Beniamino Vergani.
Nel 1900 ultimò una sfida per corrispondenza col palermitano Francesco Abbadessa, che vinse per 2 a 0 giocando entrambe le partite col Nero.
Il 28 novembre 1909 vinse una partita in una simultanea su 20 scacchiere tenuta a Trieste  da Oldřich Duras.
Nel 1910 fece patta sempre a Trieste in una simultanea su 19 scacchiere tenuta da Carl Schlechter.
Fu anche un buon problemista.